# Encentrum spinosum
Encentrum spinosum is een raderdiertjessoort uit de familie Dicranophoridae. De wetenschappelijke naam van deze soort is voor het eerst geldig gepubliceerd in 1962 door Koch-Althaus.